# Ashes and Snow

Ashes and Snow, de l'artiste canadien Gregory Colbert, est une installation d’œuvres photographiques, cinématographiques et d'un récit épistolaire qui voyage dans le Nomadic Museum, une structure temporaire construite spécialement pour l'exposition. Ce travail explore les sensibilités poétiques communes des hommes et des bêtes. Ashes and Snow a voyagé à Venise, New York, Santa Monica, Tokyo, et Mexico. En date de juillet 2009, Ashes and Snow a été vue par plus de 10 millions de personnes, devenant ainsi l'exposition d'un artiste vivant la plus visitée de l'histoire de l'art.

## Description
Chaque exposition est composée d'une cinquantaine d’œuvres photographiques mixed media de grande échelle et de trois installations cinématographiques. Les œuvres photographiques mesurent 3,5 par 2,5 mètres. Chaque tirage photo est réalisé grâce à un procédé à l'encaustique sur un papier japonais fabriqué à la main. La partie cinématographique comprend un film en 35 mm d'une heure : Ashes and Snow et deux courts métrages « haïku ». Les images photographiques et cinématographiques ne sont ni composées numériquement ni surimposées. 
Les films sont des narrations poétiques, plutôt que des documentaires. Le film Ashes and Snow a été monté par Pietro Scalia, dont le travail de montage a été récompensé par deux oscars. Il est raconté par Laurence Fishburne (version anglaise), Enrique Rocha (version espagnole), Ken Watanabe (version japonaise) et Jeanne Moreau (version française). La composition musicale originale de la bande son est due à la collaboration de Michael Brook, Patrick Cassidy, David Darling, Lukas Foss, Lisa Gerrard, Heiner Goebbels, Djivan Gasparyan, Jóhann Jóhannsson et Nusrat Fateh Ali Khan. 
Le titre Ashes and Snow fait référence à la partie narrative de l'exposition – c'est le récit épistolaire d'un homme qui pendant une année de voyage va composer 365 lettres pour sa femme. Des extraits de ces lettres sont lus en voix off dans le film. Ashes and Snow: un roman épistolaire de Gregory Colbert a été publié en 2004 en anglais.
Depuis 1992, Gregory Colbert a mis sur pied plus de 60 expéditions dans des pays aussi divers que l'Inde, la Birmanie, le Sri Lanka, l'Égypte, la République dominicaine, l'Éthiopie, le Kenya, les îles Tonga, la Namibie, et l'Antarctique pour filmer et photographier les interactions entre les hommes et les bêtes sauvages. Parmi les animaux photographiés figurent les éléphants, les cachalots, les lamantins, les ibis sacrés, les grues Antigone, les aigles royaux, les gerfauts, les calaos rhinocéros, les guépards, les léopards, les chiens sauvages africains, les caracals, les babouins, les élans, les mangoustes, les gibbons, les orangs-outans et les crocodiles d’eau salée. Parmi les sujets humains figurent les moines birmans, les danseurs qui entrent en transe, le peuple San ainsi que d'autres tribus indigènes autour du monde. En date de 2009, Gregory Colbert a collaboré avec plus de 130 espèces.
Ashes and Snow a fait sa première apparition publique à l'Arsenal de Venise en 2002. L'exposition a connu un succès critique et public sans précédent. Alan Riding, critique du New York Times a écrit : « Les photographies couleur sépia de Gregory Colbert sont reproduites sur des parchemins japonais. Mais le pouvoir de ces images vient moins de leur beauté formelle que de la façon dont elles enveloppent le spectateur. Ces photos sont sans légendes car le comment et le pourquoi importent peu. Elles sont simplement des fenêtres ouvertes sur un monde où règnent patience et silence ».

## LeNomadic Museum
L'idée originale d'un musée nomade durable (Nomadic Museum) a germé en 1999 dans l’esprit de Gregory Colbert. Il a imaginé une structure facile à monter ou à recycler à chaque nouvelle exposition et qui sert de composant architectural à chaque installation dans son périple autour du monde. 
Le bâtiment de l’Arsenal de Venise a inspiré le concept architectural du Nomadic Museum qui a ouvert à New York en 2005. Le premier musée nomade a ainsi utilisé des conteneurs maritimes empilés en motif de damier pour créer les murs extérieurs et intérieurs de l'exposition. L'architecture du musée a continué d'évoluer au fil des étapes suivantes, notamment lors de l'exposition à Los Angeles en 2006 et à Tokyo en 2007.
La version la plus récente du Nomadic Museum est celle du Zócalo à Mexico. Conçu par l'architecte colombien Simón Vélez en collaboration avec Gregory Colbert, le bâtiment offre une réponse architecturale innovante et durable en prenant comme principal matériau de construction le bambou guadua. Le Zócalo Nomadic Museum, avec ses 5 130 mètres carrés, est la plus grande structure en bambou jamais construite,.
Comme toutes les autres composantes de Ashes and Snow, le Nomadic Museum est une œuvre en évolution et il sera adapté à chaque nouveau lieu d'exposition.
Le musée nomade, Nomadic Museum, maison itinérante de l'exposition Ashes and Snow, est destiné à voyager dans le monde sans destination finale particulière.

## Citations
La plupart des grands organes de presse et des chaînes télévisées en Amérique du Nord, Amérique du Sud, Europe, Asie et Afrique ont parlé de Ashes and Snow de Gregory Colbert, y compris CNN, CNN en espagnol, CNN International, BBC International, EuroNews, Televisa (Mexico), TV Azteca (Mexique), Televisión Española-TVE (Espagne), ABC, NBC, CBS, A&E, RTVi (Russie), TV Globo (Brésil), Fuji TV (Japon), NHK (Japon), PBS, RAI TV (Italie), Fox News, CTV (Canada), CBC (Canada), CCTV (Chine), ZDF (Allemagne), IRI TV (Iran) et TBS (Japon).
- « Le pouvoir de ces images vient moins de leur beauté formelle que de la façon dont elles enveloppent le spectateur... Elles sont simplement des fenêtres ouvertes sur un monde où règnent patience et silence. » — New York Times (2002)
- « L'œuvre de Gregory Colbert est éternelle et sacrée. Elle résonne d'échos lumineux et d'un sagesse essentielle qui défie le temps. Son travail se développe dans un univers parallèle au nôtre, authentique, rafraîchissant, sans ironie, un univers où le prodige et l'émerveillement sont toujours possibles. » — The Globe and Mail, 2002
- « Il n'y a pas de traduction possible du mot anglais bliss en italien. Pourtant c'est précisément ce que nous fait ressentir l'exposition Ashes and Snow. » - La Repubblica, 2002
- « Il n'y a pas de choc des espèces dans Ashes and Snow ; c'est un monde où l'homme et l'animal coexistent pacifiquement, vivant dans les rêves de l'autre. » — Los Angeles Times, 2006
- « Des photos fascinantes d'hommes et d'animaux qui reflètent une harmonie stupéfiante. »— Stern, 2006
- « Ashes and Snow est l'expression des possibilités poétiques d'une relation harmonieuse entre l'homme et l'animal. » — Newsweek, 2007
- « Tokyo est un espace si artificiel que nous qui y vivons, perdons progressivement de vue le monde de la nature. Le Nomadic Museum nous replonge dans cet univers où il a dû faire si bon vivre. Ce musée est un espace où l'on peut se réconcilier avec notre nature profonde. » — Asahi Shimbun, 2007
- « Au milieu du Zocalo, un musée de bambou est né. Ses racines pointent vers le ciel, à l'intérieur repose un secret qui vous laissera sans voix : l'exposition de Ashes and Snow. » — Reforma, 2008
- « Le Nomadic Museum redonne tout leur potentiel d'émerveillement aux musées qui, par excès de clarté et de luminosité, ont banni les ombres. La puissance de l'exposition et celle du bâtiment sont si réciproques qu'il est difficile de séparer le danseur de la danse. Colbert conditionne les sens du spectateur pour faciliter son entrée psychologique dans l'espace photographique, et pour porter le message que l'homme n'est pas, et ne peut être, séparé de la nature où il évolue. En ces temps agnostiques et cyniques, le bâtiment devient un lieu de sensation et même de spiritualité. Ashes and Snow est une exposition qui vous désarme par sa simplicité grandiose. » — Modern Painter, 2005
- « Son œuvre rayonne d'un calme presque surnaturel. » — New York Magazine, 2005

Bien que l'exposition n'ait pas encore visité la Chine, elle a déjà attiré l'attention de la presse chinoise.
- « Les photographies de Colbert sont époustouflantes; surtout quand on sait qu'elles ne sont ni retravaillées ni superposées. Les animaux vaquent en toute liberté pendant les prises de vues du photographe dont la seule indication à ses modèles humains est de "Rentrer à l'intérieur d'eux-mêmes et de faire confiance à l'animal". Les tons sépia et ombre donnent aux tirages - imprimées à l'encaustique sur un papier japonais fait-main - un air d'éternité; elles auraient pu être prises il y a un siècle. » — South China Morning Post, 2005
- « Une exposition ample, dramatique; un hommage inspiré à la nature, à la vie tribale et aux animaux menacés d'extinction.» — South China Morning Post, 2006
- « Ces photographies, sans commentaire ni légende, nous délivrent une vision au message éloquent : si nous ignorions ce que nous refusons de voir, désormais nous ne pouvons plus l'ignorer.» — South China Morning Post, 2007